# Granby Prédateurs (QMJHL)
Granby Prédateurs byl kanadský juniorský klub ledního hokeje, který sídlil v Granby v provincii Québec. V letech 1995–1997 působil v juniorské soutěži Quebec Major Junior Hockey League. Založen byl v roce 1995 po přejmenování týmu Granby Bisons na Prédateurs. Zanikl v roce 1997 přestěhováním do Sydney, kde byl vytvořen tým Cape Breton Screaming Eagles. Své domácí zápasy odehrával v hale Centre sportif Léonard-Grondin s kapacitou 2 385 diváků.
Nejznámější hráči, kteří prošli týmem, byli např.: Francis Bouillon, Jason Doig, Benoît Gratton nebo Georges Laraque.

## Úspěchy
- Vítěz Memorial Cupu ( 1× )
  - 1996
- Vítěz QMJHL ( 1× )
  - 1995/96

## Přehled ligové účasti
Zdroj: 
- 1995–1997: Quebec Major Junior Hockey League (Lebelova divize)